# Římskokatolická farnost Svitavy

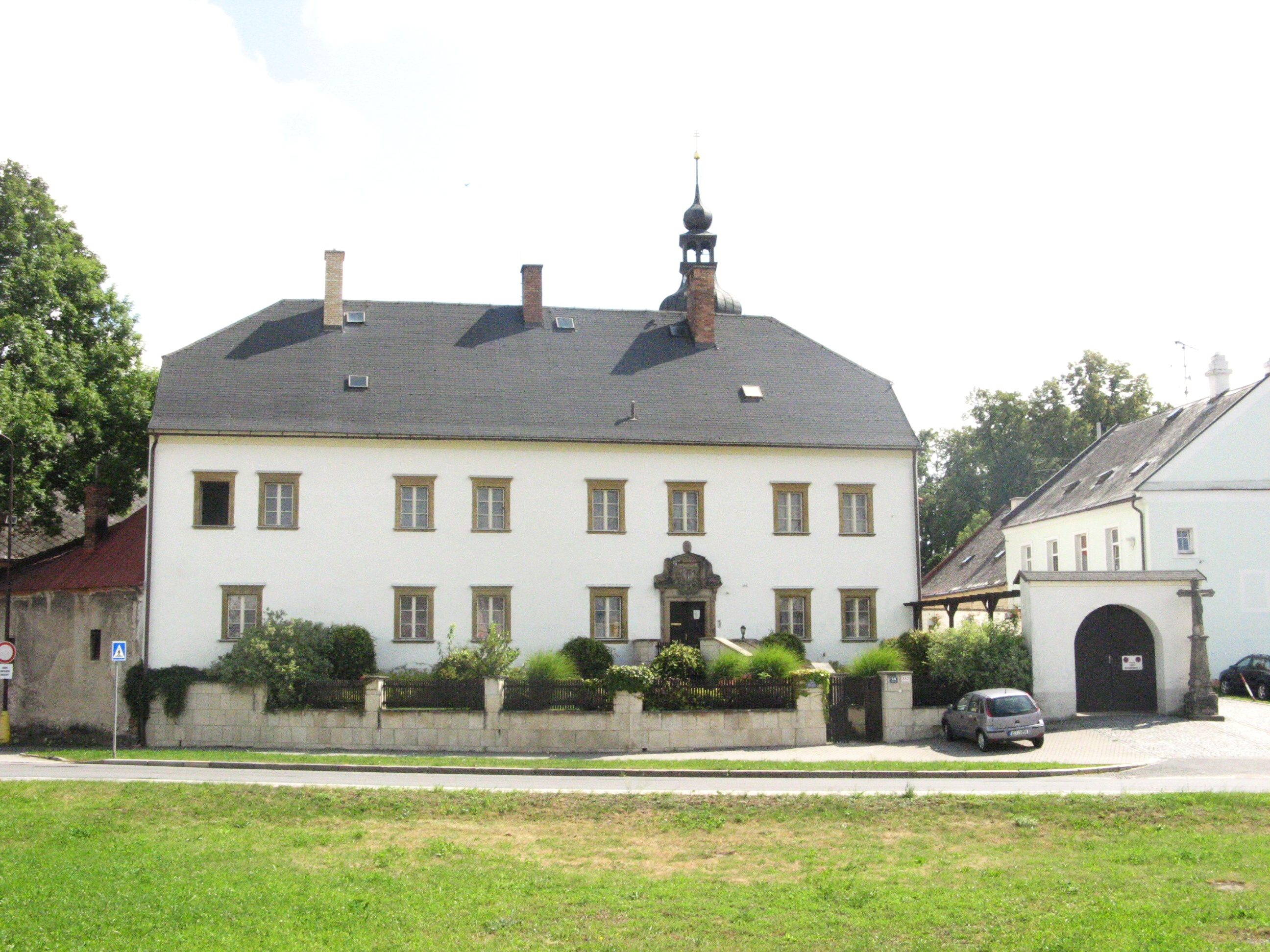
fara ve Svitavách

Římskokatolická farnost Svitavy je územní společenství římskokatolické církve ve Svitavách s farním kostelem Navštívení Panny Marie.

## Historie farnosti
Původně románský jednolodní kostel byl postaven kolem roku 1250, kdy docházelo k osídlování oblasti převážně německými usedlíky. Během husitských válek sídlila v kostele litomyšlská biskupská kapitula. V roce 1424 husité město vydrancovali a kostel poničili. Kostel byl znovu obnoven svitavskými měšťany a premonstráty, ti v něm zůstávali do roku 1554, kdy zemřel jejich poslední místní farář. Po nich spravovali kostel diecézní kněží. Dnešní barokní podobu získal kostel roku 1781, kdy byl po velkém požáru města přestavěn.

## Duchovní správci
Farářem je R. D. Mgr. Václav Dolák.

## Bohoslužby
| Kostel                 | Místo   | Bohoslužba (den)                    | Hodina                     | Poznámka     |
| ---------------------- | ------- | ----------------------------------- | -------------------------- | ------------ |
| Navštívení Panny Marie | Svitavy | neděle pondělí středa čtvrtek pátek | 9.30 9.00 18.00 9.00 18.00 | Farní kostel |

## Aktivity farnosti
Farnost se pravidelně zapojuje do projektu Noc kostelů.

## Primice
V sobotu 7. července 2018 měl ve Svitavách primici Mgr. Ondřej Poštulka.